# Molí arrosser de San Sabba
El Molí arrosser de San Sabba és un museu de Trieste (Itàlia). Abans de ser un museu va ser un edifici industrial construït el 1913 per a la manipulació de l'arròs, utilitzat a partir de l'ocupació nazi d'Itàlia el mes de setembre de 1943 com a camp de presoners. Per a guerrillers partisans, presos polítics i jueus era l'avantsala de la deportació als camps nazis. També va servir magatzem de béns saquejats i com espai per a l'execució d'ostatges. El 1944 fins i tot s'hi va posar en funcionament un crematori. El 1965, el molí d'arròs de Sant Sabba va ser declarat Monument Nacional per Decret del President de la República i el 1975 fou restaurat i convertit en museu.
El 5 de setembre de 1938, seguint l'exemple del III Reich alemany, Itàlia aplicava un conjunt de lleis racials en contra de la població jueva. El feixisme de Mussolini controlava tota la societat i reprimia els seus opositors en presons i camps de concentració. L'alineament entre Roma i Berlín durant la Segona Guerra Mundial va provocar que Itàlia fos atacada repetidament per l'aviació aliada. La primavera de 1943, els exèrcits anglès i nord-americà van desembarcar a Sicília i el mes de juliol Mussolini era arrestat. Com a conseqüència, Itàlia va ser ocupada progressivament per l'exèrcit alemany i es creà la República Social Italiana, de caràcter feixista, a la zona nord del país. Davant la repressió alemanya contra la població, sorgí un moviment de resistència partisana al nazisme que dugué a terme sabotatges i donà suport a l'exèrcit aliat que alliberaria el país.